# 17 Sagittarii
17 Sagittarii, som är stjärnans Flamsteed-beteckning, är en dubbelstjärna, belägen i den norra delen av stjärnbilden Skytten. Den har en kombinerad skenbar magnitud på 6,89 och kräver åtminstone en handkikare för att kunna observeras. Baserat på parallaxmätning inom Hipparcosuppdraget på ca 4,8 mas, beräknas den befinna sig på ett avstånd på ca 675 ljusår (ca 207 parsek)  från solen. Den rör sig närmare solen med en heliocentrisk radialhastighet på ca -14 km/s.

## Egenskaper
Primärstjärnan 17 Sagittarii A är en orange till gul jättestjärna av spektralklass G8/K0 III vilket anger att den har förbrukat förrådet av väte i dess kärna och expanderat från huvudserien. Den har en radie som är ca 9,7 solradier och utsänder från dess fotosfär ca 73 gånger mera energi än solen vid en effektiv temperatur av ca 4 700 K.
17 Sagittarii är en dubbelstjärna som separerades av Harold A. McAlister (1978), som fann en vinkelseparation av 0,260 ± 0,002 bågsekunder vid en positionsvinkel på 133,0° ± 1,2.° Följeslagaren är en het stjärna av spektraltyp A med osäker luminositet och en skenbar magnitud på 8,89.